# (34816) 2001 ST113
2001 ST113 (asteroide 34816) é um asteroide da cintura principal. Possui uma excentricidade de 0.09933610 e uma inclinação de 5.34748º.
Este asteroide foi descoberto no dia 20 de setembro de 2001 por William Kwong Yu Yeung em Desert Eagle.